# Бабина каша
Бабина каша — це своєрідна страва на яйцях і маслі, яку за стародавнім звичаєм готувала баба-повитуха, а потім приносила її на хрестини у глиняному горщику, як елемент народних сімейних обрядодійств.
Після приходу баби до будинку всі присутні починали торгуватися за право розбити цього горщика. Як правило, найвищу ціну пропонував хрещений батько. Саме він і розбивав цей горщик. Мав розбити так, щоб черепки й каша лишилися на столі. Вважалося, що цей горщик повинен бути розбитий об ріг столу або звичайною качалкою для тіста. Також поставивши на цю кашу чарку горілки або варенухи, кум подавав усе це породіллі з побажанням міцного здоров'я їхній дитині. Кожен із гостей мав можливість взяти грудочку цієї каші. ЇЇ роздача супроводжувалася приказкою: Роди, Боже, жито-пшеницю, а в запічку — дітей копицю.
Такий звичай був розповсюджений на Поліссі, Волині, Слобожанщині. Цей обряд зберігся і нині, але в трансформованому вигляді. Зараз кашу готує не баба, а господиня дому. Її не розбивають, а просто купують. Вважається, що це забезпечить подружжю продовження роду.